# 유호린
유호린(본명: 유주희, 1984년 8월 8일 ~ )은 대한민국의 배우이다.
- 2002년 9월 북아메리카 미국으로 이민 하고 이주 하고 미국 로스엔젤레스 연극배우 데뷔 하였다.
- 2003년 7월 아시아 대한민국으로 1년만에 돌아 온뒤였다.
- 2004년 1월 대한민국 서울 연극배우 데뷔 이전 하고 1년만에 바뀌고 데뷔 하였다.
- 2004년 대한민국 서울 '블라인드 인터뷰'란 영화에 출연 하였다.
- 2005년 모델로 데뷔 하였다.
- 2006년 KBS 드라마시티 데뷔 통해 정식 데뷔 하였다.

## 학력
- 안양예술고등학교 연극영화과
- 경기대학교 다중매체영상학부 학사

## 연기 활동

### 드라마
| 연도 | 방송사  | 제목                                        | 역할   | 비고 |
| ---- | ------- | ------------------------------------------- | ------ | ---- |
| 2006 | KBS 2TV | KBS 드라마시티 - 트렁크                     |        |      |
| 2006 | KBS 2TV | KBS 드라마시티 - 너무도 착한 그녀           | 서미경 |      |
| 2007 | KBS 1TV | KBS HDTV 문학관 - 난장이가 쏘아올린 작은 공 | 영희   |      |
| 2007 | SBS     | 푸른 물고기                                 | 정은혜 |      |
| 2007 | MBC     | MBC 베스트극장 - 로맨스 파파                | 영주   |      |
| 2009 | KBS 2TV | 천추태후                                    | 소찰리 |      |
| 2009 | SBS     | 카인과 아벨                                 | 남용태 |      |
| 2009 | MBC     | 살맛 납니다                                 | 나리   |      |
| 2009 | SBS     | 아버지의 집                                 | 미래   |      |
| 2010 | SBS     | 자이언트                                    | 지연수 |      |
| 2011 | JTBC    | 인수대비                                    | 초선   |      |
| 2012 | MBC     | 오자룡이 간다                               | 김마리 |      |
| 2014 | MBC     | 소원을 말해봐                               | 송이현 |      |
| 2015 | MBC     | 내일도 승리                                 | 서재경 |      |

### 영화
| 연도 | 제목                                 | 역할   | 비고 |
| ---- | ------------------------------------ | ------ | ---- |
| 2006 | 어느날 갑자기 세 번째 이야기 - D-day | 서유진 |      |
| 2006 | 다세포 소녀                          | 날라리 |      |
| 2008 | 달려라 자전거                        | 민소현 |      |
| 2011 | 물 없는 바다                         | 예리   |      |

### 뮤직비디오
| 연도 | 가수   | 노래          | 공동 출연 |
| ---- | ------ | ------------- | --------- |
| 2006 | 레오   | 너를 잊는 일  |           |
| 2010 | 빅마마 | 기다리다 미쳐 |           |